# Francisco de Perpiñá Sala y Sasala
Francisco de Perpiñá Sala y Sasala (c.1675, Granollers-1730, Granollers). Noble español austracista durante la Guerra de Sucesión Española. Participó en la Junta de Brazos de Cataluña celebrada en julio de 1713 por la que el Principado declaró la continuación de la guerra contra Felipe V y contra Francia. Fue extraído oidor militar de la Diputación del General del Principado de Cataluña el 22 de julio de 1713, siendo uno de los principales dirigentes de la Campaña de Cataluña (1713-1714) hasta el 16 de septiembre de 1714, cuando dicha institución fue abolida. Tras el fin de la guerra continuó residiendo en Barcelona junto con los demás dirigentes políticos de la resistencia de 1713-1714 como Rafael Casanova o Manuel de Ferrer y Sitges. En 1716 se trasladó a residir en sus fincas y propiedades situadas en Granollers, aunque sus rentas le fueron confiscadas.